# Zum goldenen Anker
Zum goldenen Anker is een Duitse dramafilm uit 1932 onder regie van Alexander Korda. Naast met de Duitse versie werden er ook een Franse en een Zweedse versie van de film gedraaid.

## Verhaal
Marius wordt verscheurd tussen zijn liefde voor Fanny aan land en zijn liefde voor de zee. Fanny ziet in dat haar geliefde nooit gelukkig zal zijn aan land en trouwt daarom met de rijke Panisse.

## Rolverdeling
| Acteur            | Personage    |
| ----------------- | ------------ |
| Albert Bassermann | Piquoiseau   |
| Ursula Grabley    | Fanny        |
| Mathias Wieman    | Marius       |
| Jakob Tiedtke     | Cesar        |
| Lucie Höflich     | Honorine     |
| Karl Etlinger     | Panisse      |
| Ludwig Stössel    | Escartefigue |
| Rolf Müller       | Heozer       |